# Milind Soman
Milind Soman, född 1965 i Skottland, indisk skådespelare och fotomodell.

## Filmografi
- Arn - Riket vid vägens slut (2008)
- Arn - Tempelriddaren (2007)
- 16 december (2002)